# Escut i bandera d'Albalat de l'Arcebispe
L'escut i la bandera d'Albalat de l'Arcebispe (en castellà i oficialment Albalate del Arzobispo, en aragonès Albalat de l'Arcebispe) són els símbols representatius del municipi aragonès d'Albalat de l'Arcebispe (Baix Martín).
L'escut oficial d'Albalat de l'Arzebispe té el següent blasonament:
| « | Escut quadrilong amb base circular. Partit, primer, d'atzur, un bàcul d'or mirant a l'exterior ressaltant a vol d'argent i sobremuntat d'una mitra arquebisbal d'or; segon, de gules, un lleó rampant, d'or, portant una flor de lis, d'or, a la mà dreta. Al timbre, Corona Reial tancada. | » |

## Bandera d'Albalat de l'Arcebispe
La bandera oficial d'Albalat de l'Arcebispe té la següent descripció:
| « | Drap blau, de proporció 2/3, amb el seu quart a l'asta vermell, amb tres triangles isòsceles orientats al batent, sent més llarg el central i acabat en una flor de lis. Sobre el centre de la franja vermella figura un lleó groc, portant una flor de lis també groga en la seva pota destra. | » |

## Història
L'escut va ser aprovat per DECRET 240/2002, de 11 de juliol, del Govern d'Aragó, pel qual s'autoritza a l'Ajuntament d'Albalat de l'Arcebispe, de la província de Terol, per a adoptar el seu escut i bandera municipal.